# Paepalanthus harleyi
Paepalanthus harleyi är en gräsväxtart som beskrevs av Harold Norman Moldenke. Paepalanthus harleyi ingår i släktet Paepalanthus och familjen Eriocaulaceae. Inga underarter finns listade i Catalogue of Life.